# جو فورتنبيري
جو فورتنبيري (بالإنجليزية: Joe Fortenberry)‏ مواليد 1 أبريل 1911 في تكساس - الوفاة 3 يونيو 1993، كان لاعب كرة سلة أمريكي. بلغ طوله 6 قدم 8 بوصة (2.0 م).

## الميداليات
| الميدالية | المسابقة                       |
| --------- | ------------------------------ |
| ذهبية     | الألعاب الأولمبية الصيفية 1936 |

## روابط خارجية
- جو فورتنبيري على موقع سبورتس رفرنس (الإنجليزية)
- جو فورتنبيري على موقع أوليمبيديا (الإنجليزية)